# Peter Maurer
Peter Maurer (Thun, 20 novembre 1956) è uno storico, politico e diplomatico svizzero, dal 1º luglio 2012 presidente del Comitato internazionale della Croce Rossa.

## Biografia
Maurer nasce a Thun nel 1956. Studia storia e diritto internazionale a Berna, dove ha conseguito un dottorato di ricerca.

## Carriera politica

### Nel Servizio Diplomatico Svizzero
Nel 1987 è entrato nel servizio diplomatico svizzero, dove ha ricoperto diversi incarichi in Sudafrica.

### Alle Nazioni Unite
Nel 1996 ottiene la carica di osservatore permanente aggiunto presso la missione svizzera alle Nazioni Unite.
Nel 2004 Maurer è stato nominato ambasciatore e rappresentante permanente della Svizzera presso le Nazioni Unite, in questa posizione, ha lavorato per integrare la Svizzera, che aveva aderito solo di recente alle Nazioni Unite, in reti multilaterali.
Nel giugno 2009, l'Assemblea generale delle Nazioni Unite ha eletto Maurer presidente della Quinta Commissione, incaricato degli affari amministrativi e di bilancio. Inoltre, è stato eletto presidente della configurazione burundese della Commissione per il consolidamento della pace delle Nazioni Unite.

### In Svizzera
Nel gennaio 2010 Maurer è stato nominato Segretario di Stato per gli Affari Esteri e ha assunto le redini del Dipartimento federale degli affari esteri, con le sue cinque direzioni e circa 150 missioni diplomatiche svizzere nel mondo.

## Croce Rossa
È succeduto a Jakob Kellenberger come presidente del Comitato internazionale della Croce Rossa il 1º luglio 2012.

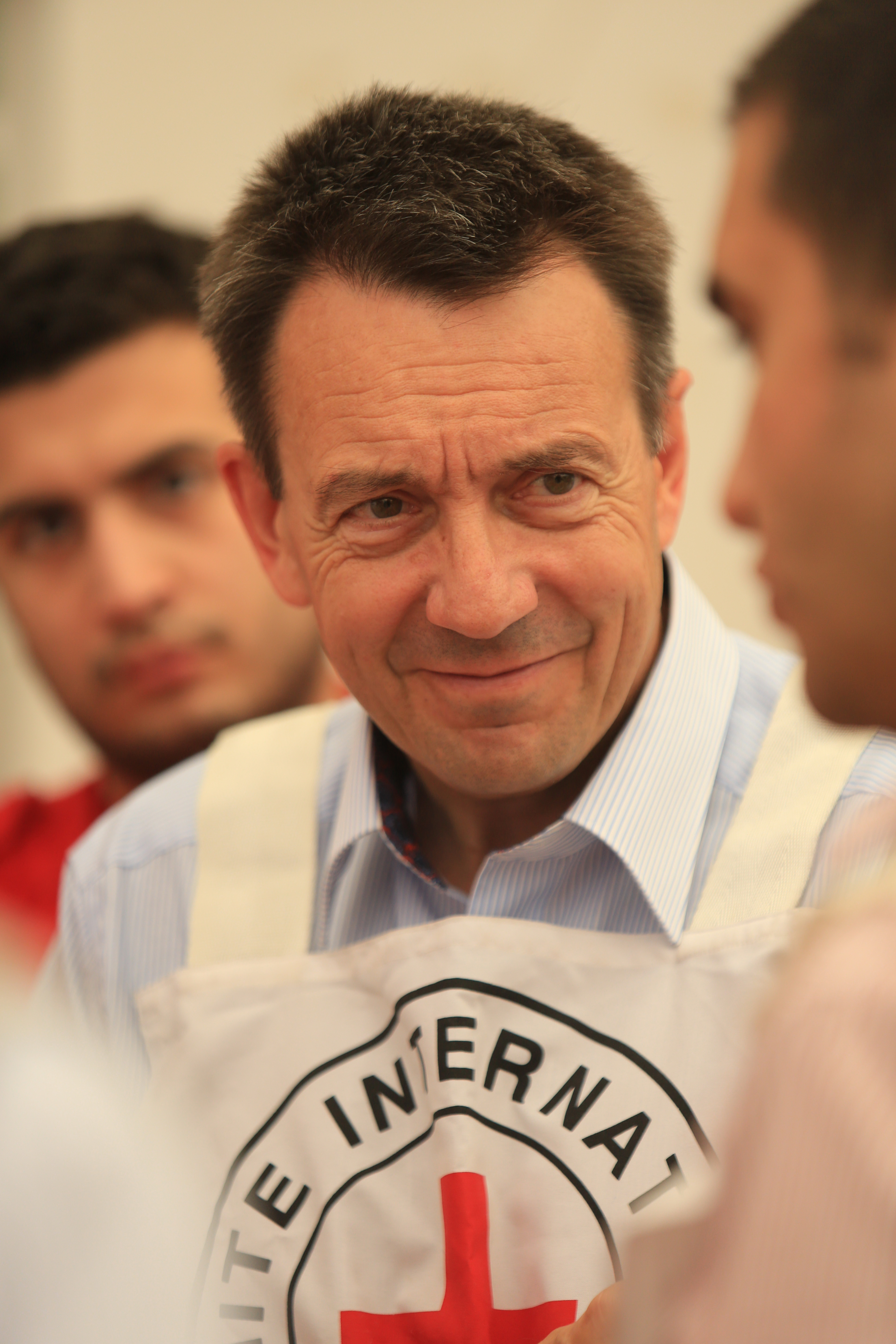
Peter Maurer in una missione umanitaria in Siria.

Sotto la sua guida, il CICR svolge attività umanitarie in oltre 80 paesi. Le priorità di Maurer per la sua presidenza includono il rafforzamento della diplomazia umanitaria, il coinvolgimento degli Stati e di altri attori per il rispetto del diritto internazionale umanitario e il miglioramento della risposta umanitaria attraverso l'innovazione e nuovi partenariati.
Da quando ha assunto la presidenza del CICR, Maurer ha guidato l'organizzazione attraverso uno storico aumento del budget, da 1,1 miliardi di franchi nel 2011 a oltre 1,8 miliardi di franchi nel 2016.

## Vita privata
Maurer è sposato e ha due figli